# Milena Mrazović
Milena Theresia Preindlsberger von Preindlsperg (născută Mrazović; n. 28 decembrie 1863, Bjelovar, Croația – d. 20 ianuarie 1927, Viena, Republica Austriacă) a fost o jurnalistă, scriitoare si compozitoare de pian Austro-Ungară. Mrazović este creditată pentru introducerea Bosniei-Herțegovinei, unde locuise timp de 40 de ani, publicului vorbitor de limbă germană. A fost primul jurnalist din Bosnia-Herțegovina și autorul primei compoziții clasice pe teritoriul său, dar rămâne cea mai bine cunoscută pentru cărțile de călătorie, scrise în timpul călătoriilor de lungă durată. În timp ce călărea prin satele de munte, Mrazović a înregistrat o tradiție orală bosniacă și a colectat costume tradiționale, construind o colecție valoroasă.

## Viața timpurie
Milena Mrazović s-a născut pe 28 decembrie 1863 în orașul Bjelovar, Imperiul Austriac. Apartenența la o familie din clasa de mijloc, aceasta a fost educată în Budapesta. S-a mutat cu familia ei în 1878 la Banja Luka, unde tatăl ei a fost numit ofițer de administrație, la câteva săptămâni după Bosnia-Herțegovina a fost ocupată de Austro-Ungaria. În anul următor, Mrazović și familia ei s-a mutat la Sarajevo, capitala Bosniei-Herțegovinei.
Pianistă și compozitoare, Mrazović a luat parte la primul concert de muzică clasică în Bosnia-Herțegovina, care a avut loc la Banja Luka, în Mai 1881, în onoarea zilei de naștere a Prințesei Stephanie. Între 1879 și 1882, Mrazović a compus Württemberg Mars în onoarea Ducelui William de Württemberg, apoi Guvernator al Bosniei și Herțegovinei. Osmanisch Mazurka și Bosnia-Polka Francaize au fost tipărite la Viena în anul 1882. Acestea sunt cele mai vechi urme de compoziții muzicale în Bosnia-Herțegovina.

## Jurnalism
Din 1884 până în 1885, Mrazović a învățat limba franceză de la fetele din școala-mănăstire Surori de Caritate în Sarajevo. În același timp, ea a practicat scrisul. Primul ei articol a fost publicat în Neue Augsburger Postzeitung. În 1884, Mrazović a început să contribuie la ziarul în limba germana  Bosnische Post a lui Julije Makanec. Eugen von Tõpfer, care a venit de la Viena la Sarajevo, în 1881, și a cumpărat ziarul în 1886. La scurt timp după ce a devenit logodnicul lui Mrazović, Tõpfer s-a îmbolnăvit. El a numit-o pe Mrazović unicul său moștenitor și a murit în 1889. La scurt timp după aceea, în septembrie 1889, guvernul din Bosnia-Herțegovina, i-a acordat lui Mrazović permisiunea de a continua publicarea Bosnische Post ca logodnicul ei este moștenitorul. Acest lucru nu numai că a făcut-o prima femeie redactor-șef și editor în Bosnia-Herțegovina, dar, de asemenea, primul ziarist profesionist din provincie.
În afară de a fi proprietarul unui ziar, Mrazović a devenit un telegraf corespondent, radio news editor și colaborator la aproape toate ziarele în limba germană. La Reichspost a fost deosebit de apreciat dearticolele lui Mrazović, care l-a publicat sub pseudonimul Milano. Mass-media internațională a salutat succesul ei în 1894, când Bosnische Post și-a sărbătorit a zecea aniversare, subliniind că femeile din Bosnia-Herțegovina, în mod normal, nu au luat parte la viața publică. În 1893-94, Mrazović a construit un bloc cu birouri de presă și o tipografie la parter. Prima ei carte, o colecție de romane intitulat Selam, inspirat de Musulmani Bosniaci, a fost publicată în 1893. Cartea a fost foarte bine primit de critici, Mrazović a continuat să imprime poezii de Grga Martić în propriul magazin.
Ziarul lui Mrazović a fost o importantă concesiune de guvern, dar a refuzat să se supună guvernului. Comisarul guvernului de la Sarajevo, Lothar Berks, descrisă de Mrazović ca o "insuportabilă, certăreați, intrigantă femeie, care este sub influența iluziei hidoase și este, de obicei, într-o mai mult sau mai puțin condiție isterică, referitoare la multiple, uneori cruciale, întrebări implicate în probleme importante de stat." Guvernul a fost dornic să o vadă că vinde ziarul cuiva maleabil.
Mrazović a locuit în apartamentul de deasupra tipografiei până în 1896, când a vândut Bosnische Post, precum și imprimarea și publicarea de afaceri, și s-a căsătorit la Sarajevo cu medicul Josef Preindlsberger. Ea a continuat să scrie cărți și articole pentru ziare Europene, care acoperă evenimente importante, cum ar fi Anexarea Criză, asasinarea Arhiducelui Franz Ferdinand, și procesul de Gavrilo Princip.

## Etnografie
Mrazović a fost foarte interesată de etnografie. Ea a fost unul dintre fondatorii Muzeului Național de Bosnia-Herțegovina în 1888 și era binefăcător periodic. În 1889, Mrazović a devenit prima femeie acceptată în Societatea de Antropologie din Viena. În februarie 1896, la invitația Societății Etnografice, ea a dat prima prelegere despre Bosnia-Herțegovina, la Viena.
Ca un scriitor de călătorie, Mrazović prezintă Bosnia-Herțegovina în lumea vorbitoare de limbă germană. Însoțită de pictorul Augusta Bock, Mrazović a călătorpt de-a lungul Bosniei-Herțegovinei călare. Femeia a ajuns în locuri foarte îndepărtate, înregistraregistrând basme populare, ghicitori, obiceiuri și rețete. În aceste călătorii, Mrazović colectata și clasifica costume tradiționale. Două  dintre cărțile ei  de călătorie au fost publicate în Innsbruck: Bosnisches Skizzenbuch în 1900, urmată în 1905 de o colecție de basme populare numit Bosnische Volksmaerchen. Cel mai mare succes a lui Mrazovic a venit cu Bosnische Ostbahn, publicată la Viena în anul 1908.

## Exilul și moștenirea
În timpul Primului Război Mondial, Mrazović însoțită de soțul ei în Serbia, Muntenegru, Albania și Italia, asistându-l ca o asistentă medicală. Austro-Ungaria a fost înfrântă și dizolvată, cu Bosnia-Herțegovina, devenind parte a Regatului Sârbilor, Croaților și Slovenilor. Mrazović și soțul ei au fost deportați în Austria, pe care a considerat-o "țară străină". Ea a fost deja grav bolnavă, atunci când ea a dat o finală prelegere despre Bosnia-Herțegovina, în Urania, Viena, în Mai 1926. A murit pe 20 ianuarie 1927 în Löw Sanatoriu.
După al Doilea Război Mondial, unul dintre cei doi fii ai Milenei, dus colecția etnografică a mamei sale în Bosnia-Herțegovina și a donat-o Muzeului Național din Sarajevo, cum și-a dorit ea. În ciuda faptului că a fost descrisă ca o "celebră scriitoare bosniacă", Mrazović și lucrările ei, aproape toate scrise în limba germană, rămâne puțin cunoscută în Bosnia-Herțegovina.